# 齋藤氏

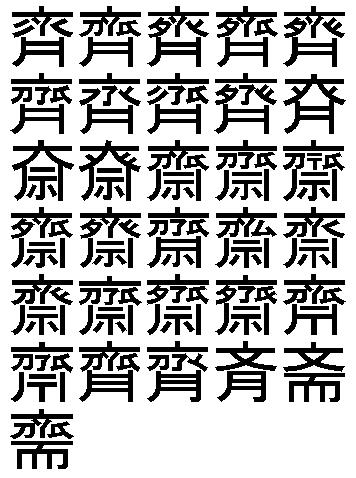
齋藤/齊藤姓的第一個字共有31種異體。

齋藤氏是日本的一個姓氏，是現代日本姓氏中排名前20位的大姓，若包括「齊藤」则排在前10名。
齋藤氏本姓藤原氏。日本平安時代中期，鎮守府將軍藤原利仁之子藤原敘用的官位是齋宮頭，因而取「齋」與「藤」為姓氏。藤原利仁的後裔由越前和加賀開始，在北陸各地以武家的身份發展。齋藤氏在平安時代末期移往武藏各地而繁榮。後世，在日本關東地方和東北經常能看到齋藤氏的蹤影，特別是在山形縣、秋田縣和福島縣。但是，這些地方沒有明確的系譜，家系亦無從得知，因此被推測是地方土豪利用利仁的將軍武名而自稱為齋藤氏。
順帶一提，「齊藤」與「齋藤」雖然寫法不同（舊字體⇒新字體：⇒；⇒），但因為同是利仁流，因此實質上沒有差別。
齋藤氏有加藤氏、富樫氏、林氏等支流。

## 美濃齋藤氏

齋藤道三的家紋（二頭波）

美濃的齋藤氏是從越前移居到美濃，後來成為目代。家紋是「撫子」（齋藤道三使用的是「二頭波」）。與越前朝倉氏有姻戚關係。
室町時代仕於美濃守護土岐氏，後來成為守護代而奪得勢力。齋藤妙椿是奉公眾而直接仕於足利氏，乘著應仁之亂的混亂掌握美濃的實權。然而妙椿的後繼者‧外甥齋藤利國（妙純）在美濃的內亂（船田合戰）中勝利後，於近江戰死。後來捲入土岐氏同族鬥爭，勢力漸漸衰退。
之後戰國時代來臨，齋藤氏由齋藤道三繼承。道三成為稻葉山城城主後，立即流放美濃守護土岐頼藝，以下克上的方式支配美濃，但是後來被嫡子齋藤義龍所殺。義龍死去後，其子齋藤龍興於永祿10年（1567年），被織田信長攻陷根據地稻葉山城，龍興被流放後前往越前投靠朝倉義景。龍興在天正10年（1573年），和被信長消滅的義景同一命運，一同被討死，美濃齋藤氏滅亡。
在信長統治下，道三的末子齋藤利治（長龍）在關、加治田合戰後成為加治田城城主，仕於織田信忠並成為重臣，但是利治到底有否繼承齋藤家，存在不同的說法。後來利治在本能寺之變時與主君信忠一同戰死。
此時在美濃，利治之兄齋藤利堯在混亂之際掌握著岐阜城附近。山崎之戰後，利堯把岐阜城讓渡給織田信孝，繼承加治田城並成為信孝的重臣，但是在加治田、兼山合戰和賤岳之戰後，加治田城由森長可取得。
利治之子齋藤義興（新五郎）和齋藤市郎左衛門（兵左衛門）最初仕於織田秀信，後來義興跟隨池田輝政，市右衛門則被松平直基登用，義興的子孫成為岡山藩藩士而存續。
而利堯的外甥齋藤元忠和兒子齋藤德元仕於織田秀信，成為代官治理加治田。德元兼任墨俣城城代，但是在關原之戰後，因為主君織田秀信被改易而成為浪人，以後以俳人的身份渡過餘生。
另外，明智光秀的重臣齋藤利三（春日局之父）亦是美濃齋藤氏的一族，三男齋藤利宗後來成為5000石知行的旗本。

## 系譜
```
　┃
 
祐具

　┃
 
宗円

　┣━━━┓
 
利永
　 
妙椿
　　　　　　　　　　　
　┣━━━┳━━━━━━━━━━━━┳━━━┓　　　　　　　　　　　　
 
利藤
　 
妙純
　　　　　　　　　　　
利安
　　
利隆
（妙全）　　　　　　　
　∥　　　┣━━━┳━━━┓　　　　┃　　　┃
 
利為
　　
利親
　
又四郎
　
彦四郎
　　 
利賢
　　
長弘
（利安）　　
　┃　　　┃　　　　　　　　　　　　┃
 
利茂
　 
利良
　　　　　　　　　　 
利三
　　　　 
　∥　　　　　　　　　　　　　　　　┣━━━┓
 
道三
　　　　　　　　　　　　　 　 
利宗
　
春日局

　┣━━━┳━━━┓
 
義龍
　　
利治
　　
濃姬

　┃
 
龍興
```

## 越後齋藤氏
越後的齋藤氏是越後守護上杉氏的被官。系譜和何時開始居於越後皆不詳。室町時代至戰國時代開始已經居住於越後赤田城（現新潟縣刈羽村）。在守護上杉氏沒落後仕於守護代長尾氏，一族中的齋藤朝信是長尾景虎（上杉謙信）的重臣而十分有名。子孫仕於米澤藩。

## 豊後齋藤氏
豊後的齋藤氏是大友氏的重臣。齋藤長實因為大友氏的家督問題，與大友義鑑對立而被殺，於是引發二階崩之變。長實之子齋藤鎮實被大友宗麟重用，但是在耳川之戰中戰死。但是血脈由外孫立花宗茂・直次兄弟繼承，成為外樣大名流傳到後世。

## 岩櫃齋藤氏
岩櫃的齋藤氏是藤原北家魚名流藤原秀鄉的後裔。以上野國吾妻郡太田莊的岩櫃城爲根據地。據說第一代齋藤憲行是以此地爲據點的秀鄉後裔吾妻氏的遺兒，被其伯父吾妻梢基收養。
此齋藤分支自稱為秀鄉四代孫藤原助宗之後裔，齋藤基國之嫡流
永祿六年（1563年）被武田軍攻破，巖櫃城陷落，齋藤氏沒落。最後一位當主憲廣之子齋藤憲宗在上杉氏的支援下，開始奪回岩櫃城，入嵩山城。兩軍交換了人質後一度和睦相處，但實則為武田軍的陰謀，讓齋藤的重臣池田佐渡守反叛。隨著佐渡守的離去，武田軍進攻了嵩山城。最終隨著嵩山城破，末任當主憲宗自刃，岩櫃齋藤氏也隨之滅亡。

## 歷史人物
- 齋藤道三，日本戰國時期美濃國大名。幼名峰丸，曾為京都妙覺寺的僧侶，法號法蓮坊，還俗後名為松波庄五郎，後成為賣油商人，改名為山崎屋庄五郎。成為武士先後侍奉長井長弘、土岐賴藝，改名為西村正利。長井長弘被謀殺後，繼承長井氏改名為長井規秀。1538年繼承絕嗣的齋藤氏，改名為齋藤利政。
- 齋藤實盛，《平家物語》中登場的武藏長井的齋藤氏。
- 齋藤信利，越中的齋藤氏。
- 齋藤憲廣，當地豪族，上野吾妻郡岩櫃城中秀鄉流的齋藤氏代表人物。
- 清河八郎，幕末時期當地豪族，出羽庄内齋藤氏。

## 現代人物
- 齋藤孝(教育学者)，日本教育学者、作家。明治大学文学部教授。
- 齋藤支靜加，藝名壇蜜，日本演員暨寫真偶像。
- 齋藤千和，日本女性聲優。
- 斎藤佑樹，日本棒球投手。
- 齋藤實，朝鮮總督。
- 齋藤工，日本著名男演員。
- 齋藤飛鳥,齊藤優里, 齋藤千春，日本著名女子團體乃木坂46一期生。
- 齊藤京子，日本著名女子團體日向坂46一期生。

## 相關項目
- 富樫氏
- 野本氏
- 押垂氏
- 坪内氏
- 長井氏
- 井上氏